# Peace River Corridor Park
Peace River Corridor Park är en park i Kanada.   Den ligger i provinsen British Columbia, i den centrala delen av landet, 3 300 km väster om huvudstaden Ottawa. Peace River Corridor Park ligger 477 meter över havet.
Terrängen runt Peace River Corridor Park är kuperad söderut, men norrut är den platt. Peace River Corridor Park ligger nere i en dal som går i öst-västlig riktning. Trakten runt Peace River Corridor Park är nära nog obefolkad, med mindre än två invånare per kvadratkilometer..
Omgivningarna runt Peace River Corridor Park är en mosaik av jordbruksmark och naturlig växtlighet.